# Chironomus chlorogaster
Chironomus chlorogaster är en tvåvingeart som beskrevs av Jean-Jacques Kieffer 1911. Chironomus chlorogaster ingår i släktet Chironomus och familjen fjädermyggor.
Artens utbredningsområde är Myanmar. Inga underarter finns listade i Catalogue of Life.